# Palabras del silencio
Palabras del silencio es el título del séptimo álbum de estudio y sexto realizado en español grabado por el cantautor puertorriqueño-estadounidense Luis Fonsi. Fue lanzado al mercado por la empresa discográfica Universal Music Latino el 26 de agosto de 2008.

## Antecedentes y recepción
Todas las canciones del álbum están compuestas total o parcialmente por Luis Fonsi, en su mayoría ayudado por Claudia Brant.
El álbum obtuvo una nominación para el Premio Grammy al Mejor Álbum de Pop Latino en la 51°. edición anual de los Premios Grammy celebrada el domingo 8 de febrero de 2009, pero finalmente perdió frente a La vida... es un ratico de Juanes.

## Lista de canciones
- Edición estándar

| Palabras del silencio |                                                                  |                                                |                                        |          |  |
| N.º                   | Título                                                           | Escritor(es)                                   | Productor (es)                         | Duración |  |
| 1.                    | «Quién le va a decir»                                            | Luis Fonsi · Cristian Zalles · Pablo Manavello | Sebastián Krys                         | 3:48     |  |
| 2.                    | «Llueve por dentro»                                              | Luis Fonsi · Amaury Gutiérrez                  | Armando Ávila                          | 3:59     |  |
| 3.                    | «Otro día será (Desencontrándonos)»                              | Luis Fonsi · Claudia Brant · Sebastián Krys    | Sebastián Krys                         | 3:15     |  |
| 4.                    | «No me doy por vencido»                                          | Luis Fonsi · Claudia Brant                     | Armando Ávila                          | 3:58     |  |
| 5.                    | «Aunque estés con él»                                            | Luis Fonsi · Fernando Osorio                   | Jacobo Calderón · José Luis de la Peña | 4:39     |  |
| 6.                    | «La mentira»                                                     | Luis Fonsi · Sebastián Krys                    | Sebastián Krys                         | 3:38     |  |
| 7.                    | «Lágrimas del mar»                                               | Luis Fonsi · Fernando Osorio                   | Sebastián Krys                         | 4:16     |  |
| 8.                    | «Todo vuelve a empezar» (con Laura Pausini)                      | Luis Fonsi · Claudia Brant                     | Jacobo Calderón · José Luis de la Peña | 4:13     |  |
| 9.                    | «Persiguiendo el paraíso»                                        | Luis Fonsi · Carlos Lara                       | Armando Ávila                          | 3:38     |  |
| 10.                   | «Todo lo que tengo»                                              | Luis Fonsi · Claudia Brant · Dan Warner        | Sebastián Krys                         | 3:30     |  |
| 11.                   | «Aquí estoy yo» (con Aleks Syntek, Noel Schajris & David Bisbal) | Luis Fonsi · Claudia Brant · Gen Rubin         | Sebastián Krys                         | 4:11     |  |
| 12.                   | «Tienes razón»                                                   | Luis Fonsi · Claudia Brant · Noel Schajris     | Jacobo Calderón · José Luis de la Peña | 4:25     |  |
| 13.                   | «No me doy por vencido» (Versión ranchera)                       | Luis Fonsi · Claudia Brant                     | Homero Patrón                          | 3:55     |  |

| Palabras del silencio (Edición aniversario - Un año después) - CD |                                                               |                                        |          |  |
| N.º                                                               | Título                                                        | Escritor(es)                           | Duración |  |
| 14.                                                               | «Así debe ser»                                                |                                        | 3:35     |  |
| 15.                                                               | «No me doy por vencido» ([Versión urbana] (con MJ)            | Luis Fonsi · Claudia Brant             | 2:58     |  |
| 16.                                                               | «No me doy por vencido» ([Versión banda] (con Germán Montero) | Luis Fonsi · Claudia Brant             | 3:54     |  |
| 17.                                                               | «Aquí estoy yo» (versión solo)                                | Luis Fonsi · Claudia Brant · Gen Rubin | 4:11     |  |
| 18.                                                               | «Llueve por dentro» (versión en vivo)                         | Luis Fonsi · Amaury Gutiérrez          | 4:53     |  |

| Palabras del silencio (Edición aniversario - Un año después) - DVD |                                                         |          |  |
| N.º                                                                | Título                                                  | Duración |  |
| 1.                                                                 | «Detrás de palabras del silencio» (grabación del disco) |          |  |
| 2.                                                                 | «Juntos por una canción» (grabación del cuarteto)       |          |  |
| 3.                                                                 | «Detrás de la sesión fotográfica»                       |          |  |
| 4.                                                                 | «No me doy por vencido» ([Video] edición del director)  |          |  |

## Posicionamiento en listas
| Listas (2008/2009)              | Mejor posición |
| ------------------------------- | -------------- |
| U.S. Billboard 200              | 15             |
| U.S. Billboard Top Latin Albums | 1              |
| U.S. Billboard Latin Pop Albums | 1              |

## Certificaciones
| País           | Organismo certificador | Certificación   | Ventas certificadas | Ref   |
| -------------- | ---------------------- | --------------- | ------------------- | ----- |
| España         | PROMUSICAE             | Platino         | 80 000              | [ 6 ] |
| Estados Unidos | RIAA                   | Platino (Latin) | 60 000              | [ 7 ] |
| México         | AMPROFON               | Oro             | 40 000              | [ 8 ] |